# Endimione (Keats)
(Incipit del poema)
Endimione (Endymion) è un poema composto dal poeta britannico John Keats nel 1817 e pubblicato per la prima volta nel 1818.
Keats dedicò quest'opera al poeta Thomas Chatterton. Endymion è scritto in distici in rima baciata con pentametro giambico (forma conosciuta anche come distico eroico). Keats basa il poema sul mito greco di Endimione, il pastore amato da Selene, la dea greca della luna. Il contenuto del poema consiste nella rielaborazione della storia originale, in cui Selene viene rinominata "Cinzia" (un nome alternativo per Artemide). L'opera è divisa in quattro canti, ciascuno composto da circa mille versi.

## Contenuto
In un ambiente bucolico un gruppo di pastori erige un altare per il dio Pan, protettore delle greggi. Mentre i giovani pastori cantano e danzano, gli anziani discutono su come sarà la vita nell'Elisio. Il giovane e bellissimo Endimione non prende parte alle celebrazioni e appare distratto e assente, tanto che la sorella Peona lo porta in un luogo isolato a riposarsi. Dopo il suo risveglio il giovane racconta a Peona della visita di Cinzia e del suo amore per lui.
Endimione si reca nell'Oltretomba in cerca del suo amore e lì incontra Venere e Adone, una coppia simile a quella composta dallo stesso Endimione e Cinzia. Dopo aver supplicato la luna di smettere di tormentarlo, Endimione incontra Glauco e lo libera dai mille anni di prigionia a cui lo aveva condannato Circe.
Endimione si innamora di una bellissima fanciulla indiana e i due cavalcano un cavallo alato fino alla vetta del Monte Olimpo. Qui Endimione incontra nuovamente Cinzia, ma la rifiuta per la sua amante mortale. Tuttavia, una volta tornati sulla terra, la fanciulla lo lascia. Affranto, Endimione vaga senza meta fino ad imbattersi nuovamente nella ragazza indiana, che si rivela essere Cinzia e i due si ricongiungono

## Edizioni italiane
- Endimione, a cura di Viola Papetti, Rizzoli, 1988. ISBN 978-8817166560